# 河原町稲荷神社
河原町稲荷神社（かわらちょういなりじんじゃ）は、東京都足立区千住河原町にある神社。

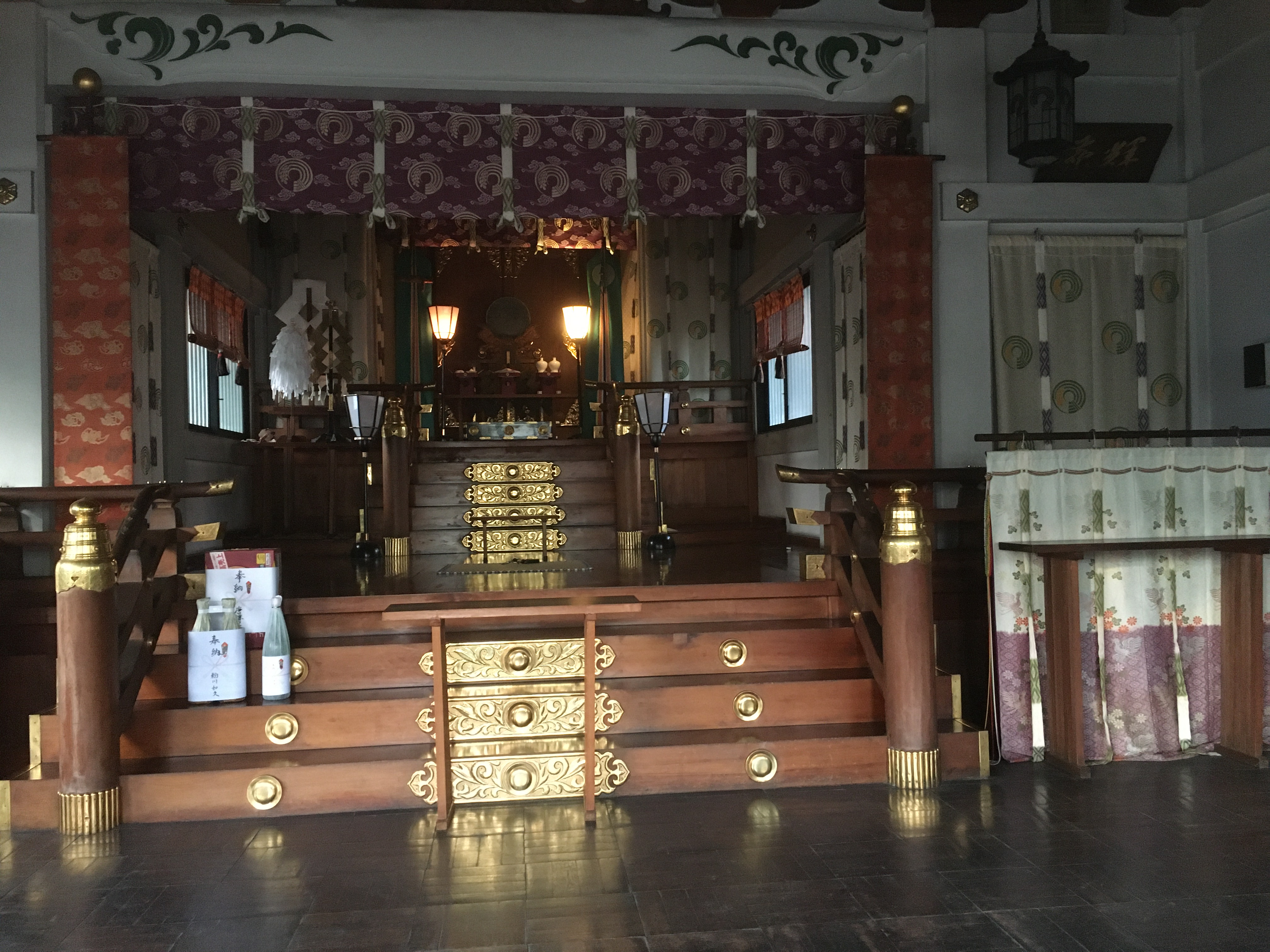
本社の内部

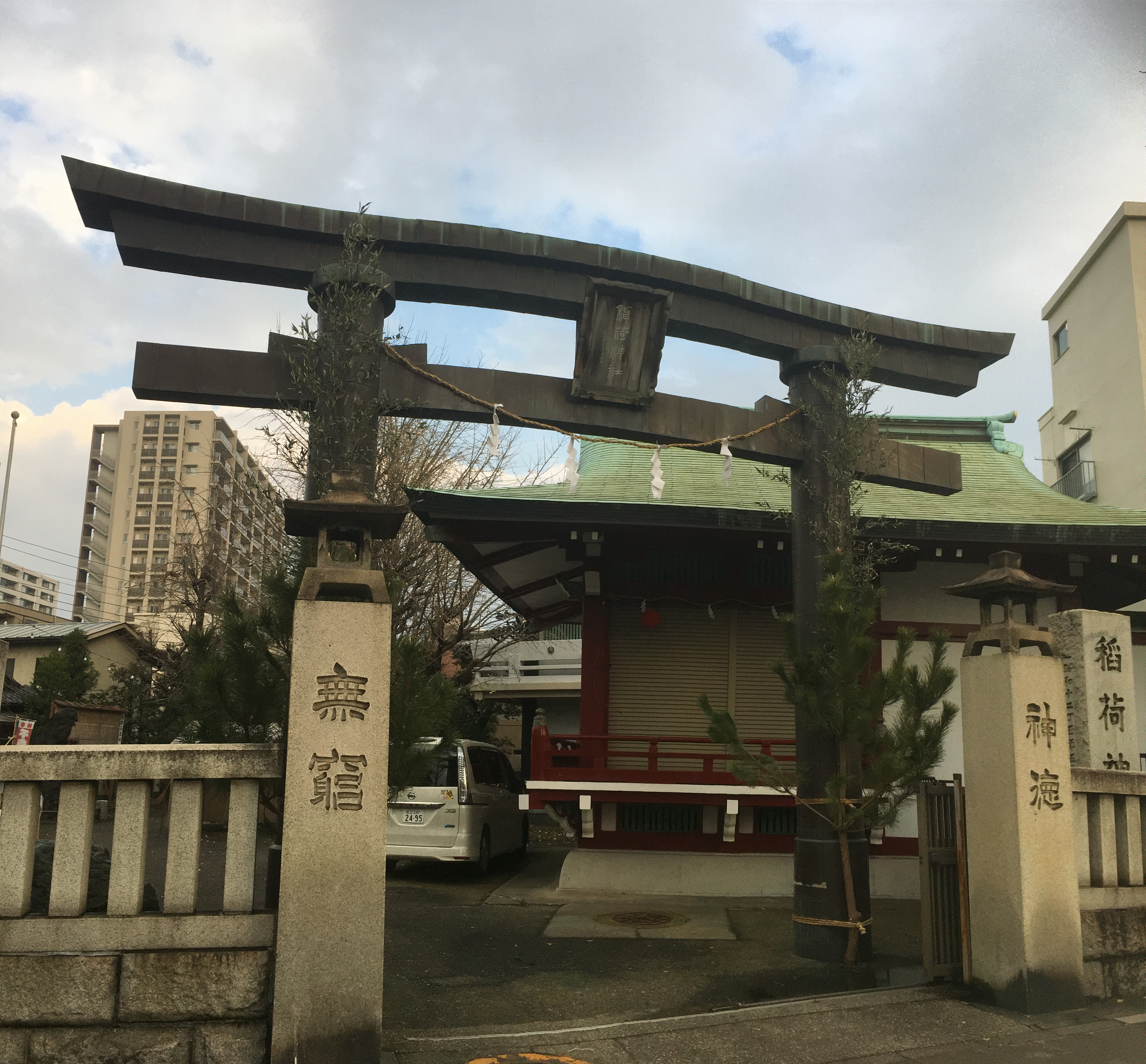
河原町稲荷神社の鳥居

## 概要
創建年代は不明である。千住宿の青物市場（通称「やっちゃ場」、現・東京都中央卸売市場足立市場）の鎮守であったため、市場の誕生とともに歴史を歩んだと推測される。
例大祭には、青物市場の問屋衆が一堂に会し、金銅の金具で装飾された「千貫神輿」と呼ばれる神輿が町内を回り、大いに盛り上がったという。

## 文化財
千住河原町稲荷神社金銅装神輿 一基足立区登録有形文化財 工芸品

## 交通アクセス
- 千住大橋駅より徒歩4分。